# Ahmose-Meritamon (XVII dinastia)
Ahmose-Meritamon (nota anche come Ahmose-Meryetamon o semplicemente Meritamon) (fl. XVI secolo a.C.) è stata una principessa egizia della XVII dinastia.
Fu probabilmente una delle molte figlie del faraone Seqenenra Ta'o (Tao II), detto il Coraggioso, caduto in battaglia contro gli invasori hyksos (come attesta la sua mummia crudelmente martoriata). Suoi fratelli furono i faraoni Kamose e Ahmose I, rispettivamente l'ultimo re della XVII dinastia e il primo della XVIII dinastia, e il principe Ahmose-Sipair, ipotetico padre di re Thutmose I. Sue sorelle la regina Ahmose Nefertari e molte altre principesse reali.  

## Mummia
La sua mummia fu rinvenuta nel cosiddetto nascondiglio DB320 di Deir el-Bahari e oggi si trova al Museo egizio del Cairo. Il sudario che avvolgeva il corpo ne recava il nome e i titoli: Figlia del Re, Sorella del Re, Meritamon. Gaston Maspero, che la sbendò il 30 giugno 1886, ebbe dubbi sulla identità della mummia, ma l'anatomista G. Elliot Smith notò, durante la prima analisi della salma, che il metodo dell'imbalsamazione è affine a quello della XVIII dinastia, ad esempio per quanto riguarda le bende di lino intrise in una soluzione a base di resina. I resti sono quelli di una donna anziana di bassa statura, alta 1 metro e 47 centimetri (benché la corretta misura sia inficiata dalla posizione contorta del corpo). L'aspetto della mummia è abbastanza inusuale: le gambe sono flesse e incrociate, le spalle contratte, la testa reclinata, la bocca spalancata, le braccia addirittura staccate. L'esame della mummia ha rivelato che prima di morire subì una ferita alla testa; sono state notate inoltre le ferite proprie di chi cade all'indietro.